# História da pintura
A história da pintura é o termo para designar todo o conjunto de manifestações artísticas dentro da pintura. Assim como a história da arte, ela é dividida em períodos e fases, de modo a facilitar o estudo e a comparação entre os diferentes movimentos artísticos. A história da pintura começa nos tempos pré-históricos e perpassa todas as culturas.

## Periodização
| - Pintura egípcia antiga (pinturas em tumbas) - Arte da Mesopotâmia - Arte suméria - Arte assíria - Arte babilônica - Arte egeia - Pintura minoica (murais e afrescos) - Pintura micénica (murais e afrescos) - Arte cicládica(murais e afrescos) - Arte fenícia - Pintura grega antiga (vasos e murais) - Arte greco-budista (geral) - Pintura etrusca (murais e afrescos) - Pintura helenística (murais e afrescos) - Pintura romana antiga (murais e afrescos) - Arte persa - Arte sassânida - Arte parta | - Pintura paleocristã (catacumbas cristãs) - Pintura bizantina (mosaicos) - Arte macedônica - Pintura copta (murais e iluminuras) - Pintura russa antiga (ícones) - Pintura islâmica - Pintura hindu - Pintura japonesa - Pintura chinesa - Arte budista - Arte maia - Arte cita |

| - Arte dos povos germânicos (geral) - Pintura hibérnico-saxónica (iluminuras) - Pintura celta (iluminuras) - Pintura anglo-saxónica (iluminuras e Tapeçaria de Bayeux) - Pintura merovíngia (iluminuras) - Pintura visigótica (iluminuras) - Pintura carolíngia (iluminuras) - Pintura otoniana (iluminuras) - Arte islâmica | - - Arte moçárabe (iluminuras) - Arte mourisca - Arte mudéjar - Arte manuelina - Arte asturiana - Arte pré-românica - Pintura românica (iluminuras) - Pintura russa (ícones) - Pintura gótica - Gótico internacional - Gótico flamengo |

| - Rococó - Rococó francês - Rococó inglês - Rococó italiano - Neoclassicismo - Neoclassicismo brasileiro - Neoclassicismo inglês - Neoclassicismo português - Academicismo - Academicismo brasileiro - Romantismo - Romantismo inglês - Pintura do realismo - Pintura do naturalismo | - Impressionismo - Pré-Rafaelitas - Arte pompier - Pintura do simbolismo - Pós-impressionismo - Art Nouveau (Jugendstil) |

| - Fauvismo - Cubismo - Orfismo - Dadaísmo - Pintura do surrealismo - Corealismo - Raionismo - Neoplasticismo - Expressionismo - Pontilhismo ou divisionismo - Arte abstrata | - Expressionismo abstrato - Arte decorativa - Pintura do futurismo - Op art - Pop art - Arte neo-geo - Neoconcretismo - Minimalismo - Arte Primitiva - Arte Popular - Arte Naive | - Outsider Art - Suprematismo - TaquismoConstrutivismo - Vanguarda Russa - De Stijl - Nova Objetividade - Realismo norte-americano - Realismo socialista - Pintura de ação - Arte informal - Arte meditativa | - Arte Monocrômica - Abstração lírica - Não-Conformismo russo - Pintura de Sinal - Fotorrealismo - Hiper-realismo - Arte conceitual - Neofauvismo - Grafite - Figuração livre - Rectoversão |

| - Pintura europeia (da Pré-História à Idade Média) - Pintura da Alemanha - Pintura na Austrália - Pintura no Brasil - Pintura do Canadá - Pintura da China - Pintura da Espanha - Pintura nos Estados Unidos - Pintura da França - Pintura dos Países Baixos e Pintura Flamenga - Pintura da Itália - Pintura de Portugal - Pintura do Reino Unido - Pintura na Rússia - Pintura na Suécia - Pintura Latino-Americana |

### Páginas Importantes
- Mestres da gravura
- Pintura de gênero
- Pintura de paisagem
- Pintura de retratos
- Retrato em miniatura
- Pintor da corte
- Natureza-morta
- Autorretrato
- Pintura histórica
- Pintura a óleo

### Temas gerais
- Arte
- Arte sacra
- História
- Estética
- Cultura
- Movimentos culturais

### História das artes
- História da arte
  - Européia
  - Bizantina
- História da arquitectura
- História do cinema
- História da fotografia
- História da literatura
- História da música